# Varietà (geometria)

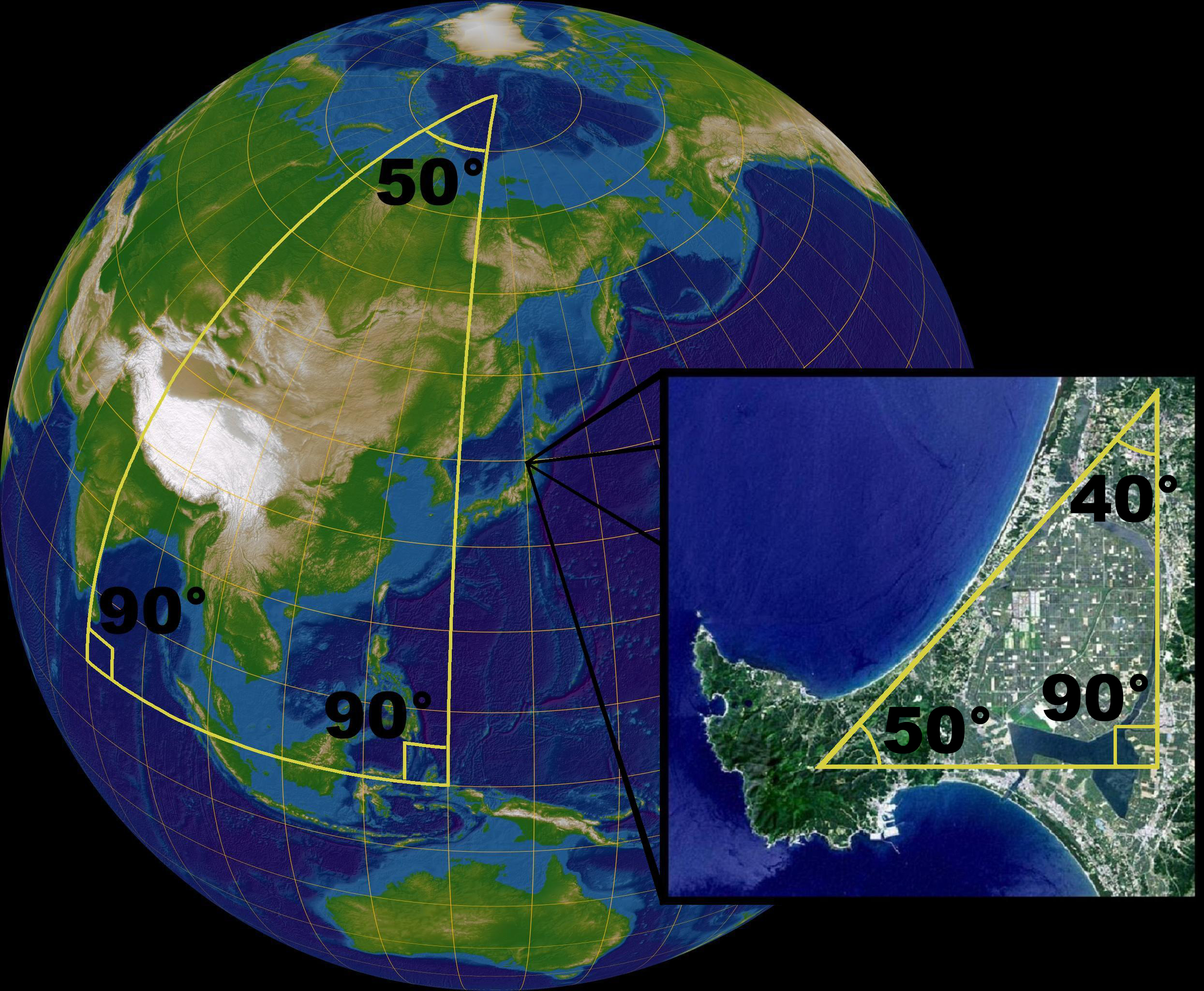
Localmente la superficie terrestre somiglia ad un piano, e per questo è una varietà di dimensione 2. Tuttavia tale somiglianza non conserva la distanza tra i punti, in quanto la sfera ha una curvatura diversa. La curvatura incide sulla somma degli angoli interni di un triangolo: nel piano tale somma è sempre 180°, mentre su una sfera è sempre maggiore. Ad esempio, la somma degli angoli interni del triangolo in figura è 230°. La figura in basso a destra è un triangolo in senso euclideo ma non rispetto alla geometria della sfera, in quanto i suoi lati non rappresentano delle geodetiche della sfera.

In geometria, una varietà è uno spazio topologico che localmente è simile a uno spazio euclideo {\displaystyle n}-dimensionale, ma che globalmente può avere proprietà geometriche differenti (ad esempio può essere "curvo" contrariamente allo spazio euclideo).
Le varietà localmente simili alla retta si chiamano curve, mentre quelle localmente simili al piano si chiamano superfici. Le varietà vengono usate in molteplici branche della matematica quali la topologia, l'analisi reale, l'analisi complessa, l'algebra e la geometria algebrica. Le varietà trovano applicazioni in computer grafica e si incontrano spesso in fisica, come ad esempio in meccanica lagrangiana, in meccanica quantistica, in relatività generale e nella teoria delle stringhe.

## Strutture su varietà
Nel caso più generale una varietà viene definita soltanto con una struttura di spazio topologico, e in tal caso si specifica usando il termine varietà topologica. Tuttavia, quello di varietà è un concetto sufficientemente semplice da potersi adattare a diversi contesti, in quanto è possibile definire ulteriori strutture su una stessa varietà. Ad esempio, nell'ambito della geometria differenziale si può definire su una varietà topologica una struttura differenziabile, per ottenere quella che viene chiamata una varietà differenziabile. Analogamente, in altri campi si definiscono le varietà riemanniane, le varietà complesse, le varietà simplettiche e le varietà kähleriane. Un caso un po' a parte è quello delle varietà algebriche: una varietà algebrica non è una varietà topologica nel senso che andremo a definire, in quanto le varietà algebriche non sono spazi di Hausdorff.

## Varietà topologica

La circonferenza è una varietà topologica di dimensione 1. Qui è descritto un atlante con quattro carte: ciascuna è un omeomorfismo fra un aperto ed un intervallo aperto di

Il concetto di varietà topologica considera uno spazio soltanto dal punto di vista topologico. Pertanto, nella definizione di una particolare varietà topologica si considerano solo le proprietà "di base" della forma di tale spazio quali la connessione, la compattezza, l'orientabilità o il "numero di buchi".

### Definizione
Una varietà topologica {\displaystyle X} è uno spazio topologico di Hausdorff e secondo numerabile in cui ogni punto ha un intorno aperto omeomorfo allo spazio euclideo {\displaystyle n}-dimensionale {\displaystyle \mathbb {R} ^{n}}. Il numero {\displaystyle n} è la dimensione della varietà.
Una varietà di dimensione {\displaystyle n} è spesso chiamata brevemente {\displaystyle n}-varietà. Si definiscono curve le {\displaystyle 1}-varietà e superfici le {\displaystyle 2}-varietà. 
Nella definizione si può richiedere, equivalentemente, che {\displaystyle X} sia localmente omeomorfo ad un aperto di {\displaystyle \mathbb {R} ^{n}}. Se {\displaystyle \varphi :U\rightarrow V} è un omeomorfismo fra un aperto di {\displaystyle X} e un aperto di {\displaystyle \mathbb {R} ^{n}}, allora la coppia {\displaystyle (U,\varphi )} è chiamata carta. Quindi se {\displaystyle X} è una varietà topologica allora esiste una famiglia di carte {\displaystyle {\mathcal {U}}=\{(U_{\alpha },\varphi _{\alpha })\}_{\alpha \in A}} che ricoprono {\displaystyle X}, ovvero tali che
{\displaystyle X=\bigcup _{\alpha \in A}U_{\alpha }}
Una tale famiglia di carte si definisce un atlante. I nomi "carta" e "atlante" sono scelti in analogia con la cartografia. Infatti la superficie della Terra non è descrivibile interamente su un foglio (nel senso che non è omeomorfa ad un aperto di {\displaystyle \mathbb {R} ^{2}}), però è possibile descriverla "a pezzi" tramite un certo numero di carte geografiche: ad esempio, con due carte che descrivono gli emisferi Nord e Sud. 

Se {\displaystyle (U_{\alpha },\varphi _{\alpha })} e {\displaystyle (U_{\beta },\varphi _{\beta })} sono due carte tali che {\displaystyle U_{\alpha }\cap U_{\beta }\neq \emptyset }, allora la mappa 

si chiama funzione di transizione. Le funzioni di transizione sono omeomorfismi.

La scelta di un atlante, e quindi delle funzioni di transizione, ha un ruolo determinante nella definizione di una varietà. Sono infatti le funzioni di transizione a permettere di definire delle ulteriori strutture, come ad esempio quella differenziabile, su una varietà topologica. 

### Esempi
Lo spazio euclideo {\displaystyle \mathbb {R} ^{n}} è, chiaramente, una {\displaystyle n}-varietà.
Se {\displaystyle g:\mathbb {R} ^{n}\longrightarrow \mathbb {R} ^{m}}, con {\displaystyle n\leq m}, è un omeomorfismo locale (ad esempio se differenziabile e con determinante jacobiano mai nullo), allora il suo grafico {\displaystyle G} è una {\displaystyle n}-varietà. Infatti le carte locali di {\displaystyle G} sono le inverse locali di {\displaystyle g}, mentre le condizioni di essere di Hausdorff e secondo numerabile sono soddisfatte in quanto {\displaystyle G} è un sottospazio di {\displaystyle \mathbb {R} ^{m}}. Una varietà di tale genere si dice una varietà di tipo grafico.
La sfera {\displaystyle n}-dimensionale
{\displaystyle S^{n}={\big \{}(x_{1},\ldots ,x_{n+1})\in \mathbb {R} ^{n+1}:x_{1}^{2}+\ldots +x_{n+1}^{2}=1{\big \}}}

Ogni emisfero della sfera è contenuto in una carta.

è una varietà di dimensione {\displaystyle n}. Per provarlo, basta osservare che le proiezioni
{\displaystyle \varphi _{i}(x_{1},\ldots ,x_{n+1})=(x_{1},\ldots ,x_{i-1},x_{i+1},\ldots ,x_{n+1})}
inducono degli omeomorfismi tra gli emisferi di {\displaystyle S^{n}} (cioè l'intersezione di {\displaystyle S^{n}} con un semispazio del tipo  {\displaystyle \{x_{i}>0\}} oppure {\displaystyle \{x_{i}<0\}}), e la palla aperta di {\displaystyle \mathbb {R} ^{n}} con centro l'origine e raggio {\displaystyle 1}. Quindi la sfera è una {\displaystyle n}-varietà, in quanto localmente è una varietà di tipo grafico di dimensione {\displaystyle n}.
Si può definire un altro atlante di  {\displaystyle S^{n}} se invece delle proiezioni canoniche si usano le proiezioni stereografiche.

### Classificazione in dimensione bassa
La topologia della dimensione bassa è la branca della topologia che studia le varietà di dimensione fino a 4.
Nello studio delle varietà, assume un ruolo di cardinale importanza la classificazione delle varietà topologiche. La classificazione delle varietà topologiche viene effettuata a meno di omeomorfismi. Infatti, così come in geometria euclidea due oggetti vengono considerati equivalenti se uguali a meno di un'isometria (anche intuitivamente, due sfere con centri diversi ma stesso raggio vengono considerate equivalenti, in quanto uguali a meno di una traslazione), così le varietà topologiche vengono considerate a meno di omeomorfismi.
Osserviamo quindi che ogni {\displaystyle n}-varietà è unione disgiunta delle proprie componenti connesse, che sono {\displaystyle n}-varietà a loro volta.
Dopo questa premessa, affermiamo esistere sostanzialmente solo due varietà topologiche di dimensione {\displaystyle 1}: la circonferenza {\displaystyle S^{1}} e la retta {\displaystyle \mathbb {R} }. Ogni altra curva connessa è infatti omeomorfa a una di queste due. 
Le varietà di dimensione {\displaystyle 2} sono più variegate: tra queste troviamo la sfera {\displaystyle S^{2}}, il toro, il nastro di Möbius e la bottiglia di Klein.
Di più, le superfici sono infinite: i {\displaystyle g}-tori, ovvero i tori con {\displaystyle g} buchi, sono superfici topologicamente distinte al variare di {\displaystyle g\in \mathbb {N} }.
Le 3-varietà non sono facilmente visualizzabili, ed il loro studio è una branca importante della topologia. La congettura di Poincaré, dimostrata nel 2003 da Grigori Perelman, è stato un importante problema irrisolto per più di un secolo, riguardante proprio questo ambito.
Una varietà di dimensione {\displaystyle 4} è un oggetto ancora più difficile da visualizzare. Lo studio delle varietà con quattro dimensioni è un punto centrale della matematica moderna, con numerosi collegamenti alla fisica teorica: la relatività generale descrive infatti lo spaziotempo come una {\displaystyle 4}-varietà.

La bottiglia di Klein: ogni "quadratino" è contenuto in, ma la bottiglia di Klein non è un sottospazio di in quanto si autointerseca.

### Varietà immerse
Sia {\displaystyle X} una varietà topologica di dimensione {\displaystyle n}. Si dice che {\displaystyle X} è immersa in {\displaystyle \mathbb {R} ^{m}}, con {\displaystyle n\leq m}, se {\displaystyle X} è un sottospazio di {\displaystyle \mathbb {R} ^{m}}. Un'immersione (in inglese, embedding) di {\displaystyle X} in {\displaystyle \mathbb {R} ^{m}} è un'inclusione topologica {\displaystyle f:X\longrightarrow \mathbb {R} ^{m}}, ovvero una mappa continua e iniettiva che induce un omeomorfismo con l'immagine {\displaystyle f(X)}. Un esempio di varietà immersa è quello della sfera {\displaystyle S^{2}} in {\displaystyle \mathbb {R} ^{3}}. Non è vero che tutte le superfici si possono immergere in {\displaystyle \mathbb {R} ^{3}}. La bottiglia di Klein {\displaystyle {\mathbb {K} ^{1}}} è un esempio: benché si possa localmente immergere in {\displaystyle \mathbb {R} ^{3}}, non è realizzabile "globalmente" come sottospazio di {\displaystyle \mathbb {R} ^{3}} evitando "autointersezioni", ovvero conservando l'iniettività dell'immersione.
{\displaystyle {\mathbb {K} ^{1}}}  è invece "realizzabile" dentro lo spazio quadri-dimensionale {\displaystyle \mathbb {R} ^{4}}, ovvero esiste un'immersione {\displaystyle f\colon {\mathbb {K} ^{1}}\to \mathbb {R} ^{4}}.
Nel caso in cui {\displaystyle {\mathbb {K} ^{1}}} venga considerata come una varietà differenziabile, allora si usa considerare una definizione diversa di "immersione", ovvero quella di immersione differenziabile. Un'immersione differenziabile iniettiva è anche un'inclusione topologica nel senso sopra descritto. La rappresentazione in figura della bottiglia di Klein mostra un'immersione differenziabile di {\displaystyle \mathbb {K} ^{1}} in {\displaystyle \mathbb {R} ^{3}}. Più in generale, grazie al teorema di Whitney sappiamo che ogni {\displaystyle n}-varietà differenziabile ammette un'immersione differenziabile in {\displaystyle \mathbb {R} ^{2n-1}} e un'immersione differenziabile iniettiva in {\displaystyle \mathbb {R} ^{2n}}.

## Varietà differenziabile
Una varietà topologica {\displaystyle X} è una varietà differenziabile se le sue funzioni di transizione sono differenziabili. Tali funzioni di transizione vengono usualmente intese di classe {\displaystyle C^{\infty }}, e per questo si dice anche che {\displaystyle X} è una varietà liscia. In particolare, segue dalla definizione che le funzioni di transizione sono diffeomorfismi lisci. 
La richiesta della differenziabilità delle funzioni di transizione permette di definire i concetti di spazio tangente, funzione differenziabile, campo vettoriale e forma differenziale, nonché di usare altri strumenti propri del calcolo infinitesimale. 
Nel caso in cui le funzioni di transizione siano di classe {\displaystyle C^{k}}, con {\displaystyle k\geq 1}, allora si dice che {\displaystyle X} è una varietà differenziabile di classe {\displaystyle C^{k}}. Se invece le funzioni di transizione sono analitiche, allora si dice che {\displaystyle X} è una varietà analitica.

## Varietà complessa
Una varietà complessa di dimensione {\displaystyle n} è una varietà topologica di dimensione {\displaystyle 2n} le cui funzioni di transizione, viste come mappe fra aperti di {\displaystyle \mathbb {C} ^{n}} tramite l'identificazione naturale di {\displaystyle \mathbb {R} ^{2n}} con {\displaystyle \mathbb {C} ^{n}}, sono olomorfe.
Una varietà complessa è una varietà topologica su cui è possibile usare gli strumenti dell'analisi complessa: le varietà complesse sono cioè l'analogo complesso delle varietà differenziabili.
Poiché le funzioni olomorfe sono differenziabili, una varietà complessa ha anche una struttura di varietà differenziabile, o più in particolare una struttura di varietà analitica.
Le varietà complesse di dimensione (complessa) {\displaystyle 1} si chiamano superfici di Riemann.

## Varietà algebrica
Una varietà algebrica è definita con tecniche diverse da quelle usate per le varietà topologica, differenziabile o complessa.
Una varietà algebrica è un oggetto che è localmente definito come l'insieme degli zeri di uno o più polinomi con {\displaystyle n} variabili in {\displaystyle K^{n}}, dove {\displaystyle K} è un campo fissato, come ad esempio il campo dei numeri reali o complessi. Gli esempi più semplici di varietà algebriche sono le varietà affini e le varietà proiettive.

Varietà affini in definite da alcuni semplici polinomi in due variabili: due circonferenze, una parabola, una iperbole, una cubica (definita da un'equazione di terzo grado).

### Varietà affine
Una varietà affine è un sottoinsieme {\displaystyle V} di {\displaystyle K^{n}} che è il luogo di zeri di un insieme {\displaystyle S} di polinomi in {\displaystyle n} variabili. In altre parole, {\displaystyle V} è l'insieme dei punti su cui si annullano contemporaneamente tutti i polinomi in {\displaystyle S}, cioè {\displaystyle V} è l'insieme delle soluzioni di un sistema di equazioni polinomiali. Generalmente si indica {\displaystyle V=V(S)} per rimarcare la dipendenza di {\displaystyle V} dall'insieme {\displaystyle S}.
I polinomi in {\displaystyle S} non devono necessariamente essere in numero finito. Se {\displaystyle I(S)} è l'ideale generato da {\displaystyle S}, risulta che {\displaystyle V(S)=V(I(S))}: quindi ogni varietà è in verità il luogo di zeri di un ideale di polinomi. L'importanza degli ideali nella teoria degli anelli discende proprio da questo fatto.

### Varietà proiettiva
Una varietà proiettiva è un sottoinsieme {\displaystyle V} dello spazio proiettivo {\displaystyle P^{n}(K)}, definito analogamente alla varietà affine come luogo di zeri di un insieme {\displaystyle S} di polinomi. L'unica differenza con il caso affine sta nel fatto che tali polinomi hanno {\displaystyle n+1} variabili, e poiché le coordinate omogenee di un punto nello spazio proiettivo sono definite a meno di una costante moltiplicativa, questi devono essere omogenei affinché le equazioni abbiano senso.

## Varietà riemanniana
Una varietà riemanniana {\displaystyle M} è una varietà differenziabile in cui lo spazio tangente ad {\displaystyle M} in un punto {\displaystyle p} è dotato di un prodotto scalare {\displaystyle g} che varia in modo liscio al variare di {\displaystyle p\in M}. Tale prodotto scalare si chiama metrica riemanniana. Analogamente a quanto accade per gli spazi euclidei, la presenza di questa metrica permette di parlare di distanza fra punti, lunghezze di curve, angoli e volumi (o aree in dimensione {\displaystyle 2}).

Un triangolo in una varietà con curvatura negativa: la somma degli angoli interni è inferiore a 180°

Una varietà riemanniana è un particolare esempio di spazio metrico, la cui metrica è fortemente caratterizzata dalle geodetiche. Una geodetica è una curva che realizza localmente la distanza fra due punti. Su una varietà riemanniana sono quindi presenti tutti gli enti geometrici classici della geometria euclidea, benché le loro caratteristiche possano differenziarsi enormemente da quelle degli usuali enti dello spazio euclideo. Ad esempio, può non valere il V postulato di Euclide, né gli altri assiomi di Hilbert. Localmente, questa diversa geometria incide sulla curvatura della varietà riemanniana.
Esempi di varietà riemanniane sono le sottovarietà differenziabili dello spazio euclideo {\displaystyle \mathbb {R} ^{n}}. La sfera {\displaystyle n}-dimensionale in {\displaystyle \mathbb {R} ^{n+1}} è un esempio fondamentale di varietà riemanniana con curvatura positiva. Lo spazio euclideo ha invece curvatura nulla. Un esempio importante di varietà riemanniana con curvatura negativa è il disco di Poincaré: si tratta dell'usuale palla in {\displaystyle \mathbb {R} ^{n}} di raggio unitario, su cui è però definita una metrica diversa da quella euclidea.

## Origine del termine
La parola varietà è la traduzione italiana del termine tedesco Mannigfaltigkeit, che compare per la prima volta nella tesi di dottorato del 1851 di Bernhard Riemann, Grundlagen für eine allgemeine Theorie der Functionen einer veränderlichen complexen Grösse. Nella sua tesi Riemann si pone il problema di introdurre delle "grandezze molteplicemente estese", aventi cioè "più dimensioni", e le definisce usando quel termine.
Analizzando la parola scomponendola come Mannig-faltig-keit, si riconosce in essa un parallelo con il termine latino multi-plic-itas, sicché lo si potrebbe tradurre letteralmente come 'molteplicità'.